# 정부 조달 우수 제품전
2008 정부 조달 우수 제품전은 2008년 4월 2일부터 4월 4일까지 코엑스 대서양홀에서 개최된 박람회이다. 조달청, 한국방송공사, 한국경제신문사가 주최하고 사단법인 정부조달우수제품협회와 동양전람이 주관한다.